# 劍 (中國)
在中國，劍是一種傳統冷兵器，本體細長而直，尖頂，雙面開鋒，以銅或鋼鐵等金屬製成。可用單手或雙手揮動，用於穿刺，或砍劈。在西元前7世紀的春秋時代，開始有文獻記錄，在中國有超過2,500年以上的歷史。在中國兵器中，劍有特別地位，被稱為百兵之君。以劍作為武器的武術，稱為劍術，在春秋戰國，以至於秦漢，帝王.諸侯乃至士大夫均有佩劍的習俗，用來證明身份。持刀劍進行暗殺或鬥毆的人，稱為劍客。

## 概論
在中國，劍最早被用來泛指所有的手持短兵器，這個字由刀的籀文分化出來，在最早的時候，刀與劍是同義詞，都是指短兵器。在宋朝之後，單面開鋒的被稱為刀，雙面開鋒的稱為劍，兩個名詞的意義開始分化。

## 歷史

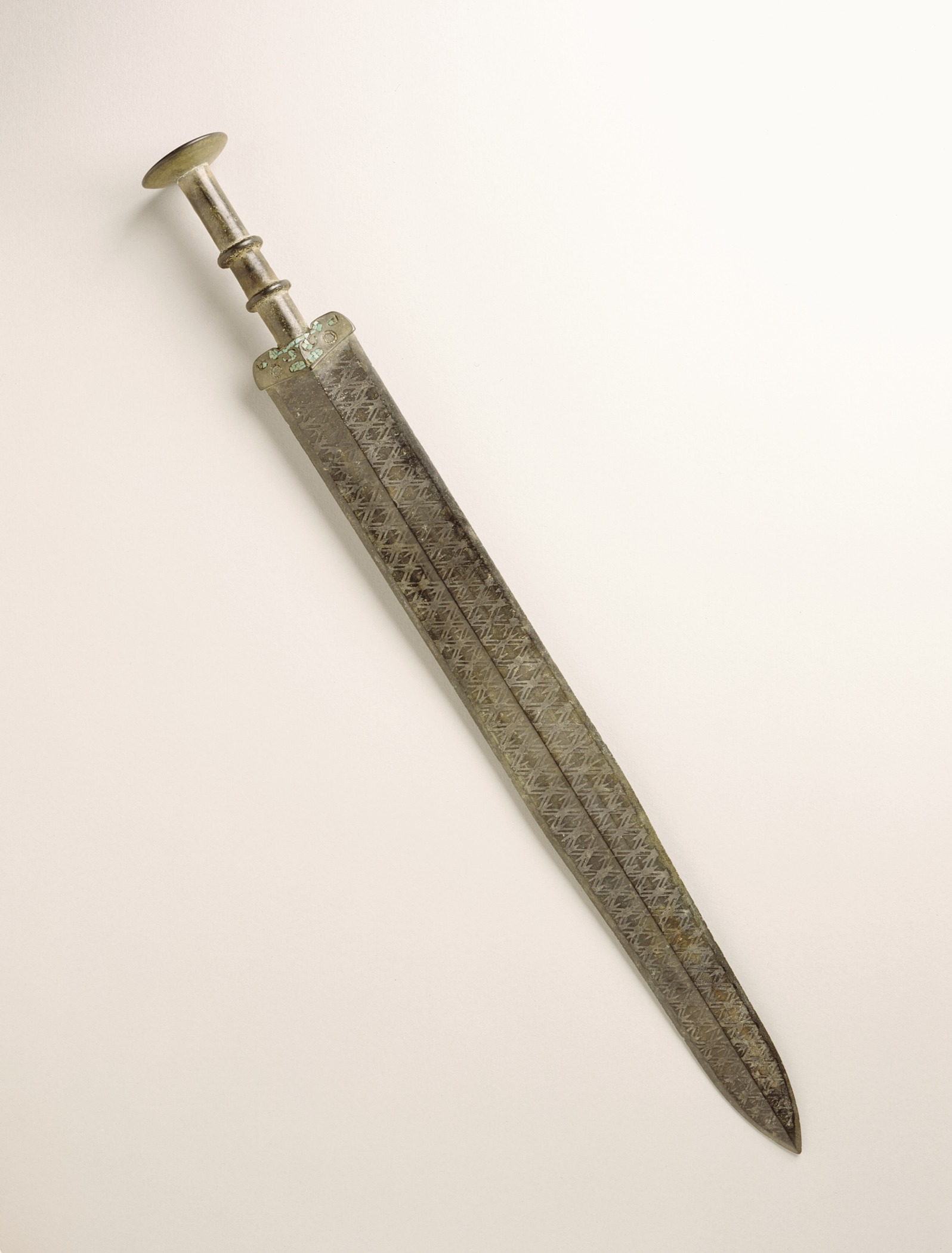
戰國時期青銅劍，洛杉磯郡藝術博物館藏。

中國最早期的剑是用玉或石製造的，青銅劍出現於商代，商代也开始有製剑的史料记载。。西周時期中原地區以車戰為主，劍在當時是作為弓矢、長兵器之後的近戰短兵器，處於輔助的地位。在吳、越等地區則不同，水網縱橫，多山林，近身戰使用短兵器的機會較多，是以將劍作為主要武器，春秋時期的名劍也因此大多出於這些地區，例如越王勾踐劍。戰國時期車戰衰落，步戰興起，青銅劍成為步兵的標準裝備之一。隨著劍在戰爭中的地位上升，劍的長度也逐步加長，從春秋到戰國早期的約50公分到秦始皇時期的80至90公分。東周時期盛行佩劍之風，劍身上的裝飾也日益華美。
中国的铁剑自西周晚期就已经出现，戰國時期开始，隨著冶鐵技術的發達而大量应用，這時楚國與韓國名劍滿天下，長度從80公分至140公分的皆有。出土的鐵劍則以楚國與燕國地區較多。戰國時期還出土了少量的鋼劍。
西漢前期，鐵劍完全取代了青銅劍。冶煉技術也有很大的提高，出現了「卅煉」、「五十煉」、「百煉鋼」等冶煉工藝。西漢前期也出現了著名的環首刀，西漢晚期鐵劍仍有大量使用，與環首刀並存。至東漢晚期，環首刀完全取代了鐵劍，成為戰場上的主流武器。

## 結構
劍主要分為兩大部分，劍柄、劍身。劍柄爲手持部位，劍身爲長刃部位。
- 劍柄：劍首配重、握柄（劍莖）、劍穗
- 劍身：劍脊、劍刃、劍尖，劍脊帶有血槽

在劍柄和劍身之間，通常還有劍格，是爲保護持劍者的手免遭誤傷而設，有些儀仗用途的劍會以睚眥作為劍格裝飾。裝藏劍的套子稱爲劍鞘。

## 名劍

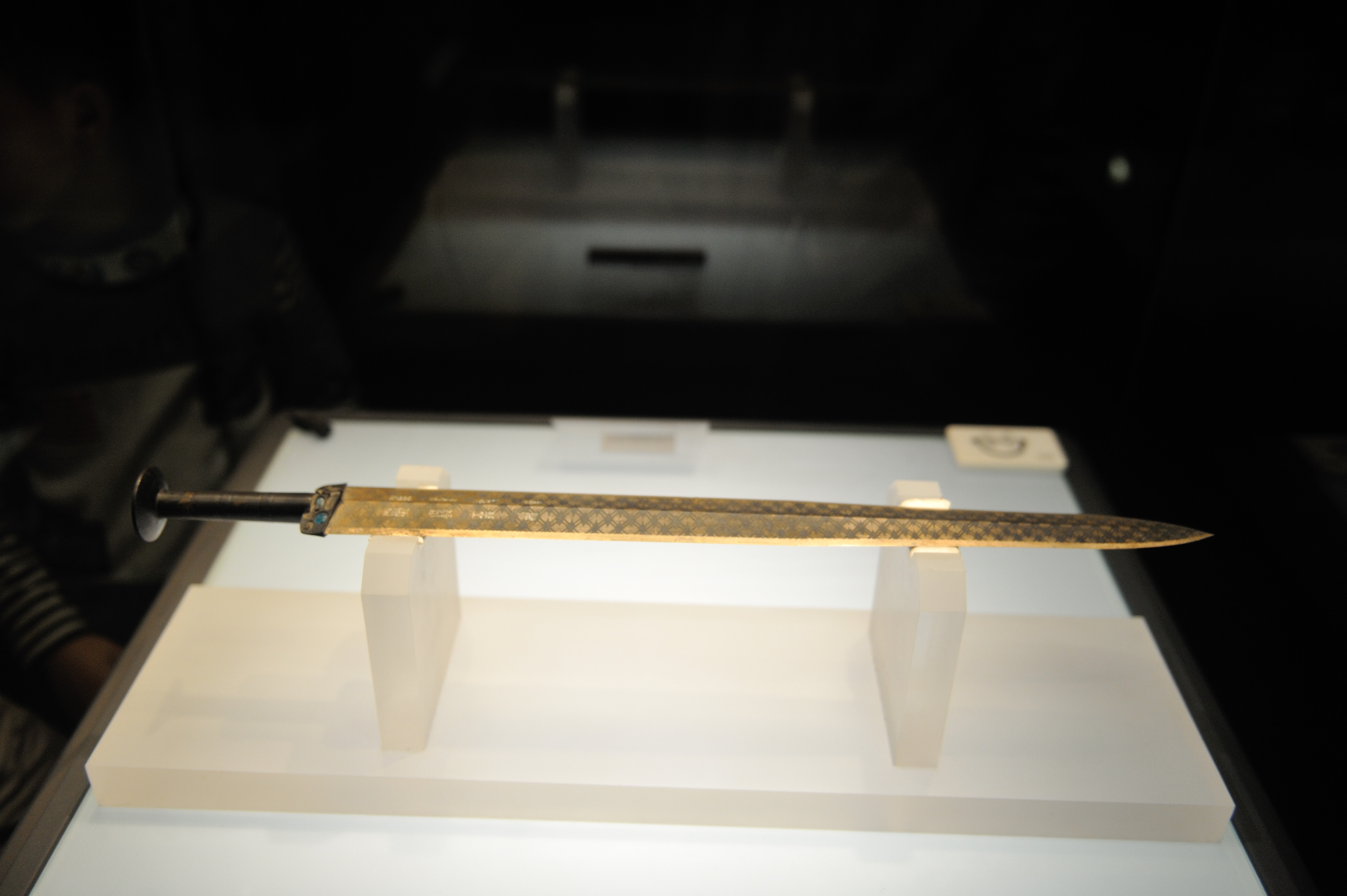
越王勾踐劍，湖北省博物館藏。

- 湛盧
- 勝邪
- 魚腸
- 純鈞
- 巨闕
- 龍淵
- 泰阿
- 工布
- 干將
- 莫邪
- 越王勾踐劍
- 斬蛇劍

## 圖片

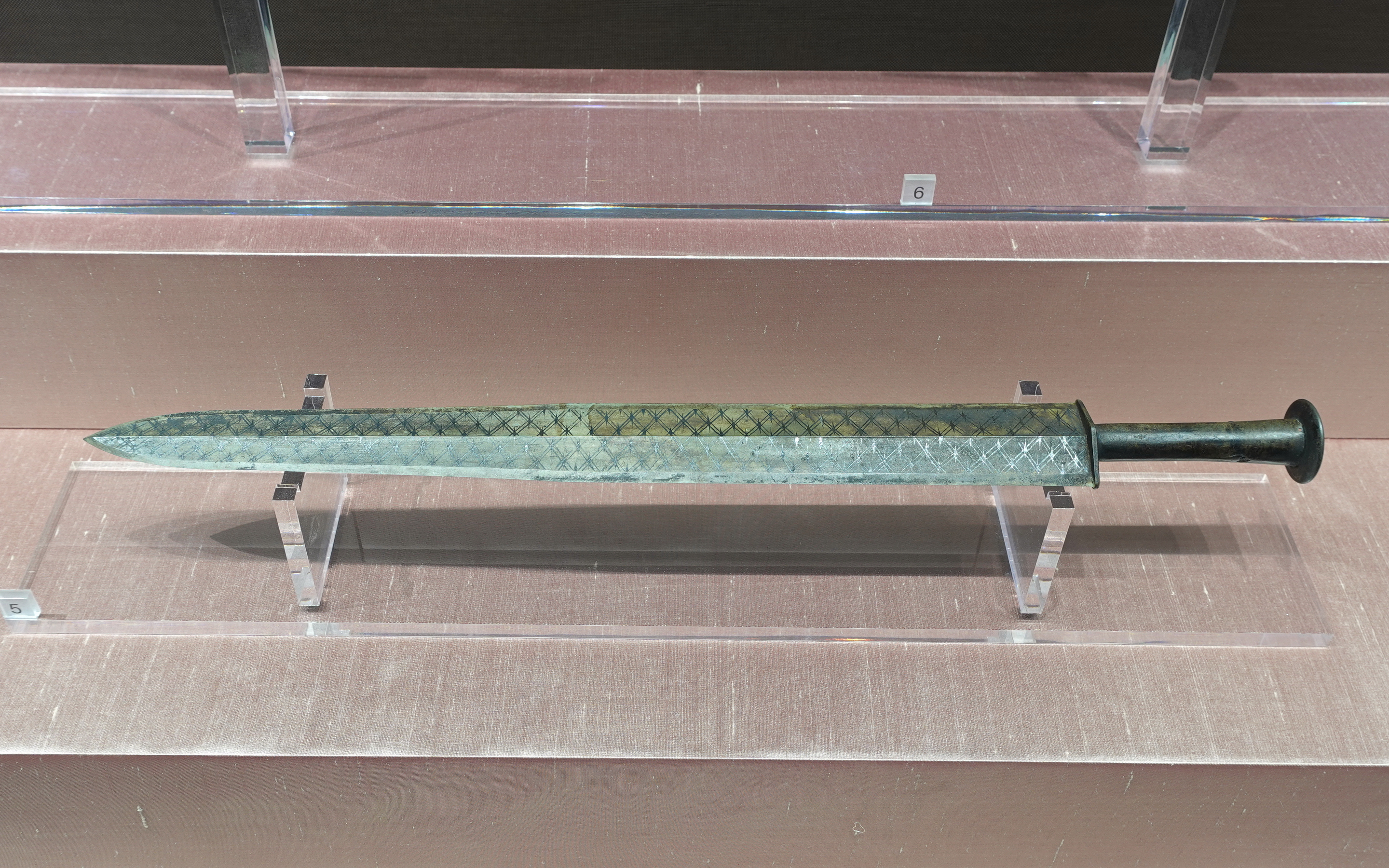
春秋晚期菱形暗格纹剑
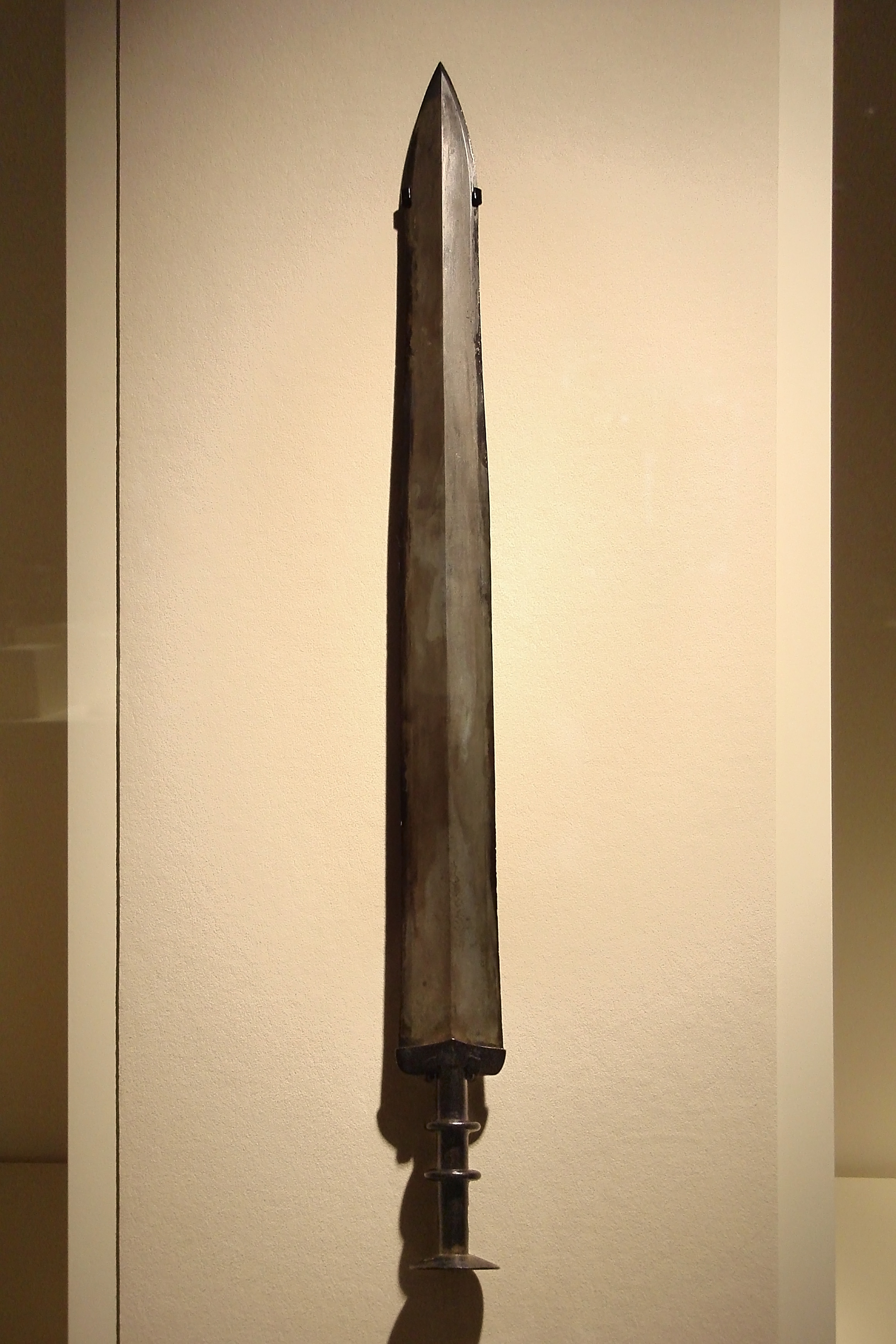
戰國時期青銅劍
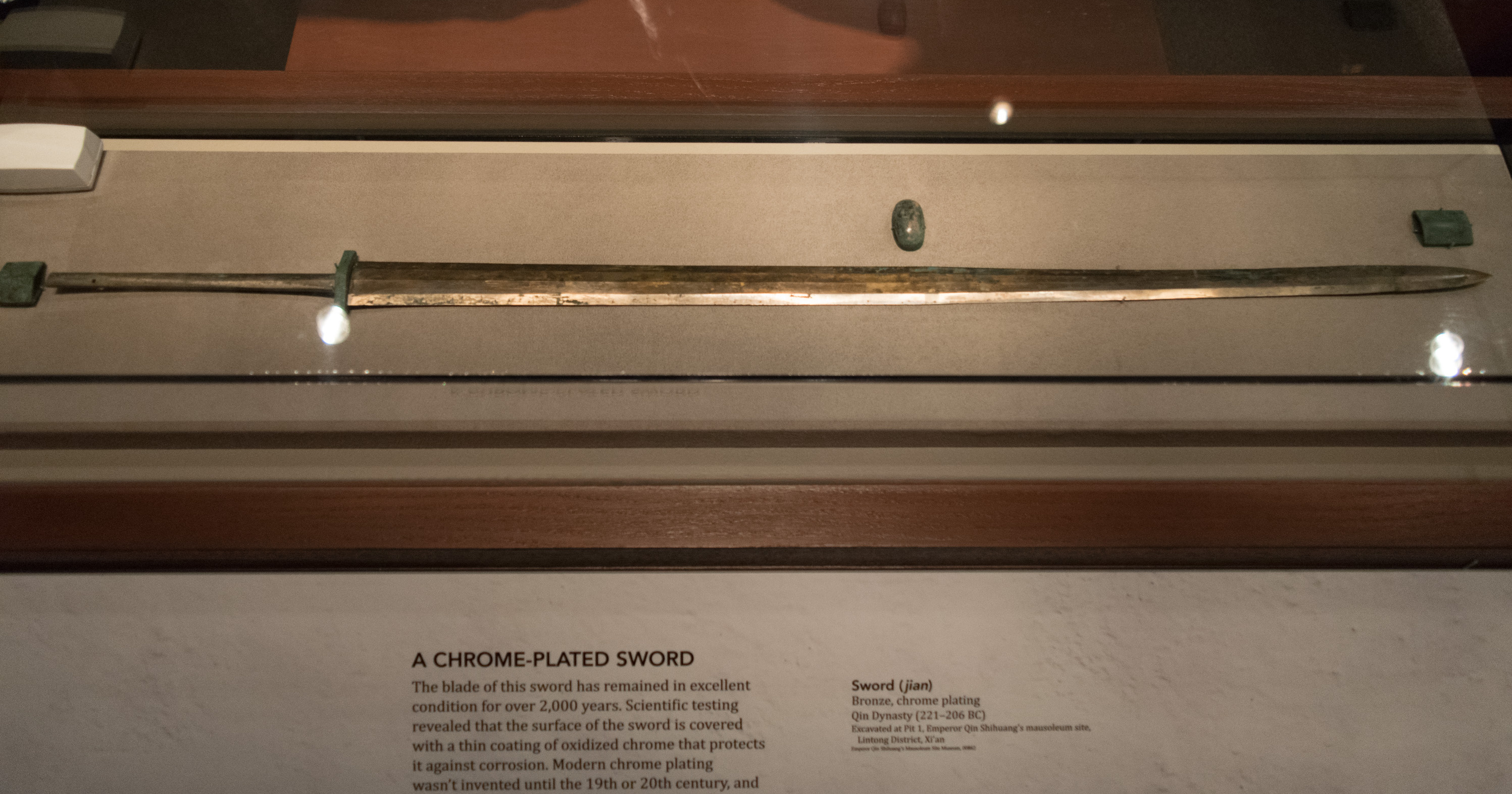
秦代青銅劍
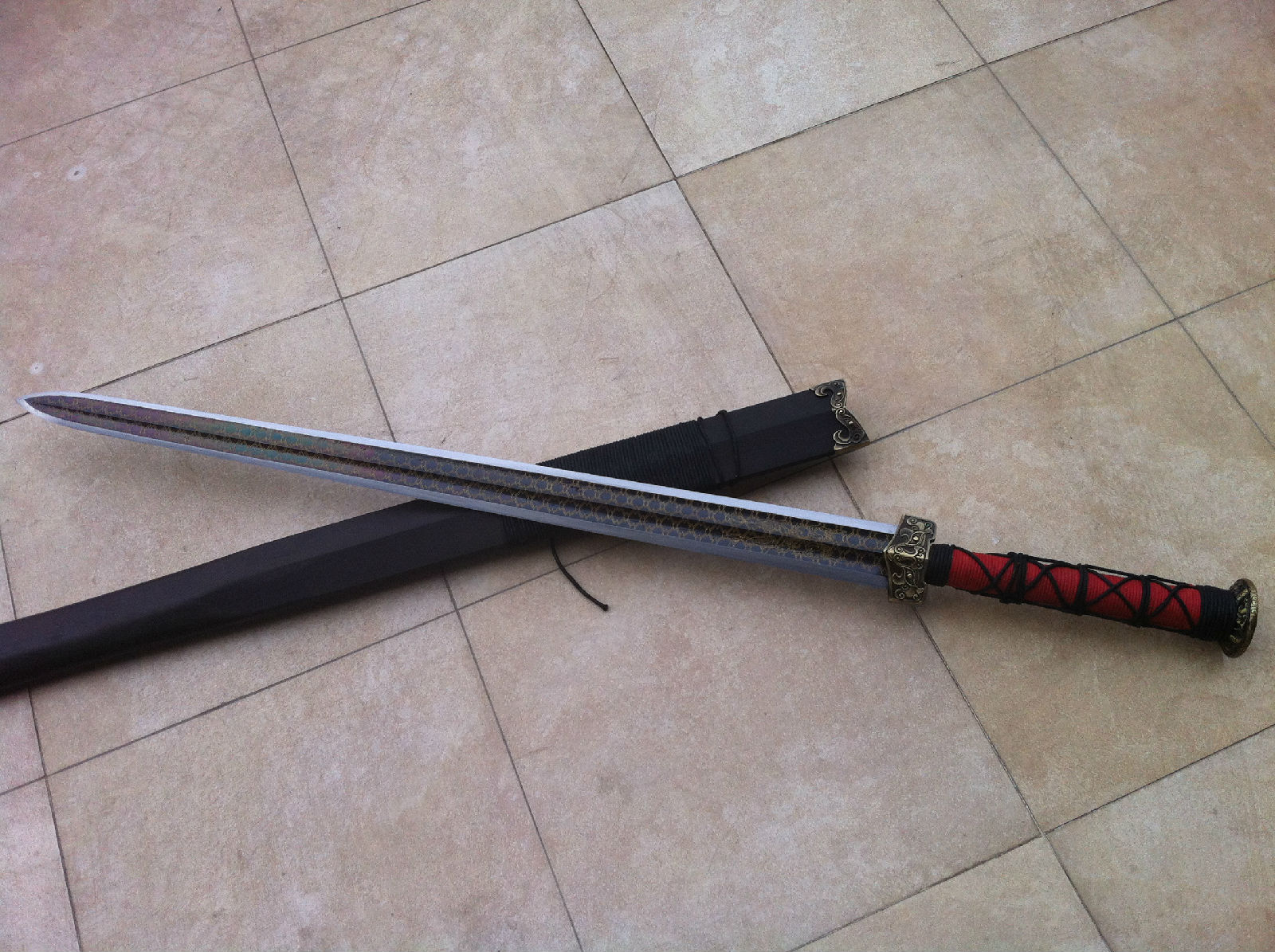
汉剑